# 維謝爾基區

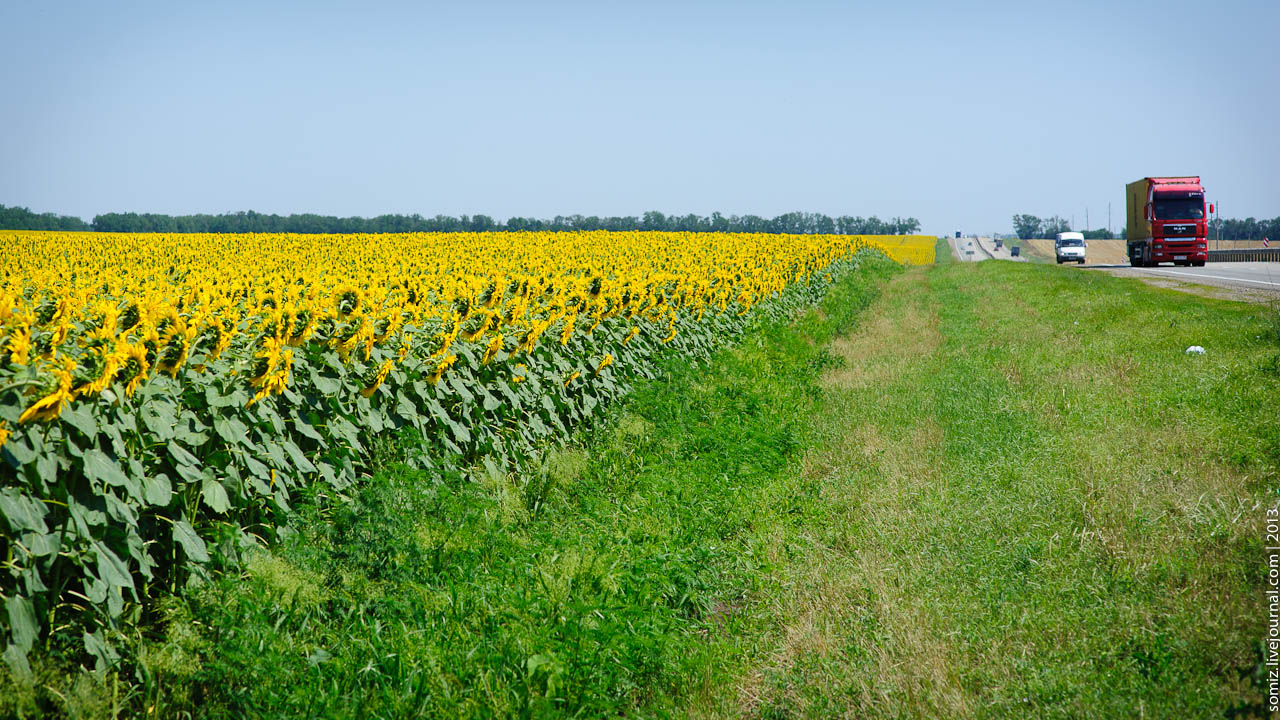

45°34′42″N 39°39′29″E / 45.57833°N 39.65806°E
維謝爾基區（俄语：Выселковский район），是俄羅斯的一個區，位於該國西南部，由克拉斯諾達爾邊疆區負責管轄，面積1,740平方公里，2010年人口60,271，人口密度每平方公里34.64人。